# Слоновиці (Свентокшиське воєводство)
Слоновиці (пол. Słonowice) — село в Польщі, у гміні Казімежа-Велька Казімерського повіту Свентокшиського воєводства.
Населення — 338 осіб (2011).
У 1975-1998 роках село належало до Келецького воєводства.

## Демографія
Демографічна структура на день 31 березня 2011 року:
|          | Загалом | Допрацездатний вік | Працездатний вік | Постпрацездатний вік |
| -------- | ------- | ------------------ | ---------------- | -------------------- |
| Чоловіки | 161     | 32                 | 112              | 17                   |
| Жінки    | 177     | 35                 | 106              | 36                   |
| Разом    | 338     | 67                 | 218              | 53                   |